# Thysselinum lancifolium
Thysselinum lancifolium är en flockblommig växtart som beskrevs av Calest. Thysselinum lancifolium ingår i släktet Thysselinum och familjen flockblommiga växter. Inga underarter finns listade i Catalogue of Life.